# Józef Wybicki
Józef Rufin Wybicki (phát âm tiếng Ba Lan: [juˈzɛf vɨˈbʲit͡skʲi]; ngày 29 tháng 9 năm 1747 – ngày 19 tháng 3 năm 1822) là một quý tộc, luật gia, nhà thơ, chính trị gia và nhà hoạt động quân sự người Ba Lan. Ông được nhớ đến nhiều nhất với tư cách là tác giả của "Mazurek Dąbrowskiego" (tiếng Anh: "Dąbrowski's Mazurka"), được phê chuẩn trở thành Quốc ca của Ba Lan vào năm 1927.

## Cuộc đời

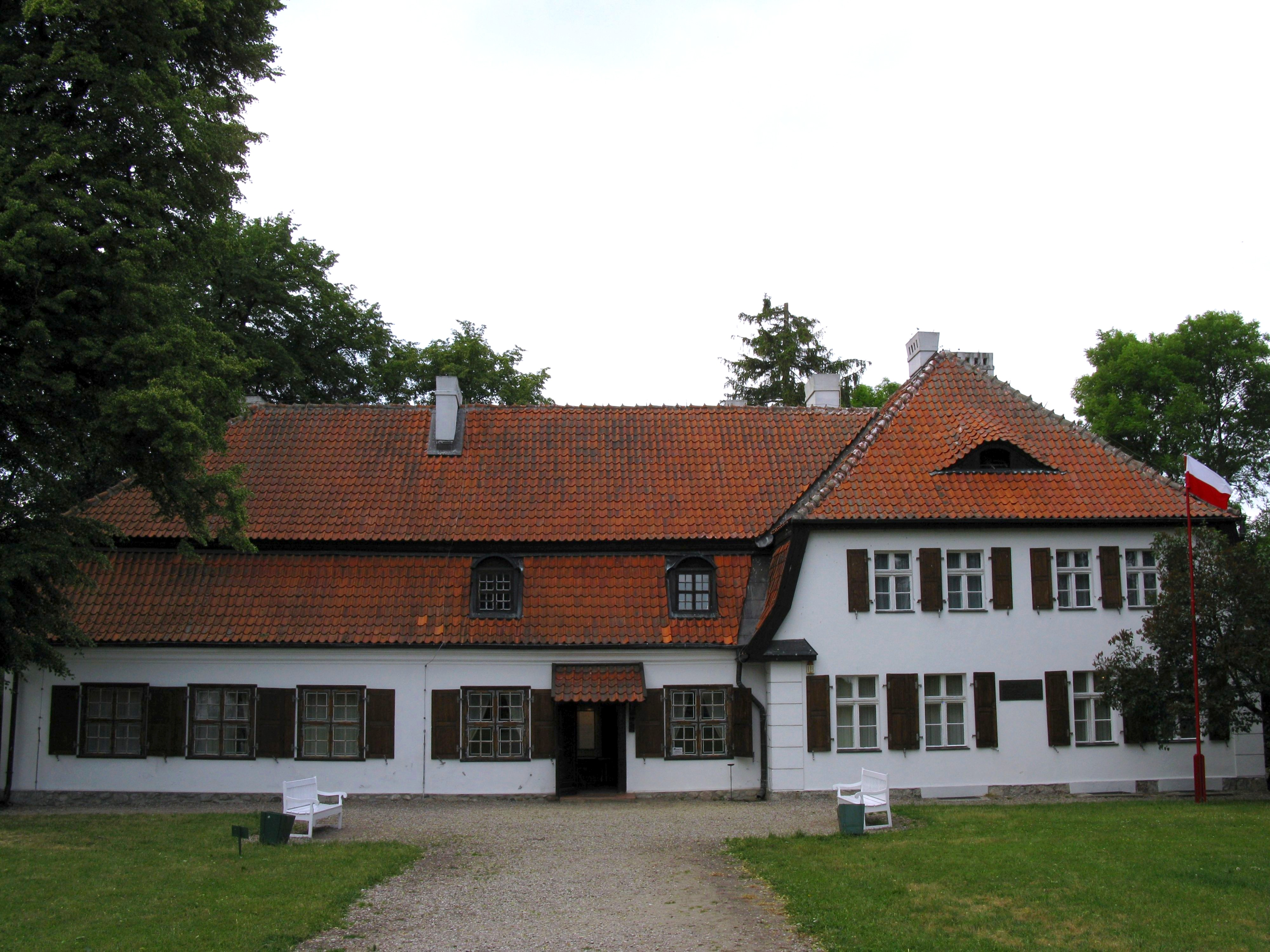
Trang viên (dwór) của Józef Wybicki tại làng Będomin

Wybicki sinh ra tại Będomin, trong vùng Pomerania thuộc Liên bang Ba Lan và Lietuva. Gia đình ông thuộc dòng dõi quý tộc Pomerania.
Ông tốt nghiệp trường Dòng Tên, và thời trẻ, ông là một quan chức tòa án cấp thấp. Wybicki được bầu làm phó Repnin Sejm, phiên họp của quốc hội Ba Lan năm 1767, thời gian trước khi xảy ra sự kiện Phân chia Ba Lan thứ nhất. Sau đó ông gia nhập đợt nổi loạn được biết đến với cái tên Liên hiệp Bar (1768–1772), nhằm chống đối ảnh hưởng của nước Nga và vua Stanisław August Poniatowski. Ông là một trong những cố vấn (konsyliarz) của Liên hiệp, hoạt động như một nhà ngoại giao. Sau khi cuộc nổi dậy bị thất bại, ông sống thời gian ngắn ở Hà Lan, học luật tại Đại học Leiden.

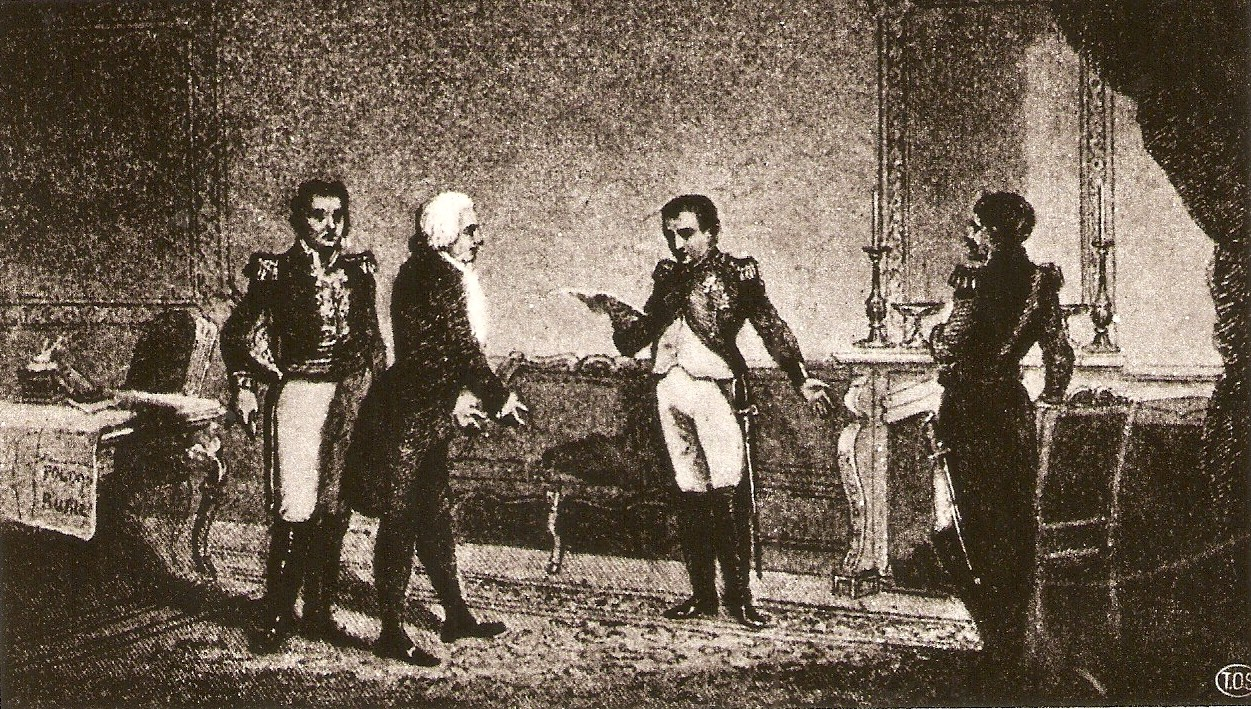
Jan Henryk Dąbrowski và Wybicki gặp gỡ Napoléon Bonaparte tại Berlin năm 1806

Quay trở về Ba Lan, trong những năm 1770 và 1780, ông cộng tác với Ủy ban Giáo dục Quốc gia. Ông ủng hộ Vua Stanisław August Poniatowski và các đề xuất cải cách. Ông hỗ trợ soạn thảo Bộ luật Zamoyski tự do vào cuối những năm 1770. Ông là một nhà hoạt động của Đảng Ái quốc trong giai đoạn Great Sejm (tạm dịch: Quốc hội khóa bốn năm) (1788–92) mặc dù ông không phải là một trong những đại biểu đầu tiên. Phần lớn thời gian của mình, ông ở lại trang viên để viết lách và dàn dựng các vở opera. Tuy nhiên bắt đầu từ năm 1971, ông tham gia vào các cuộc thảo luận của Great Sejm. Năm 1792, do hậu quả của Chiến tranh Nga - Ba Lan năm 1792, giống như nhiều người ủng hộ Poniatowski, ông tham gia vào Liên hiệp Targowica.
Ông tham gia vào Nổi dậy Kościuszko (1794) và là một thành viên của Bộ phận Quân đội thuộc Hội đồng lâm thời của Công quốc Masovia. Sau khi cuộc nổi dậy này thất bại, ông đã sang Pháp.

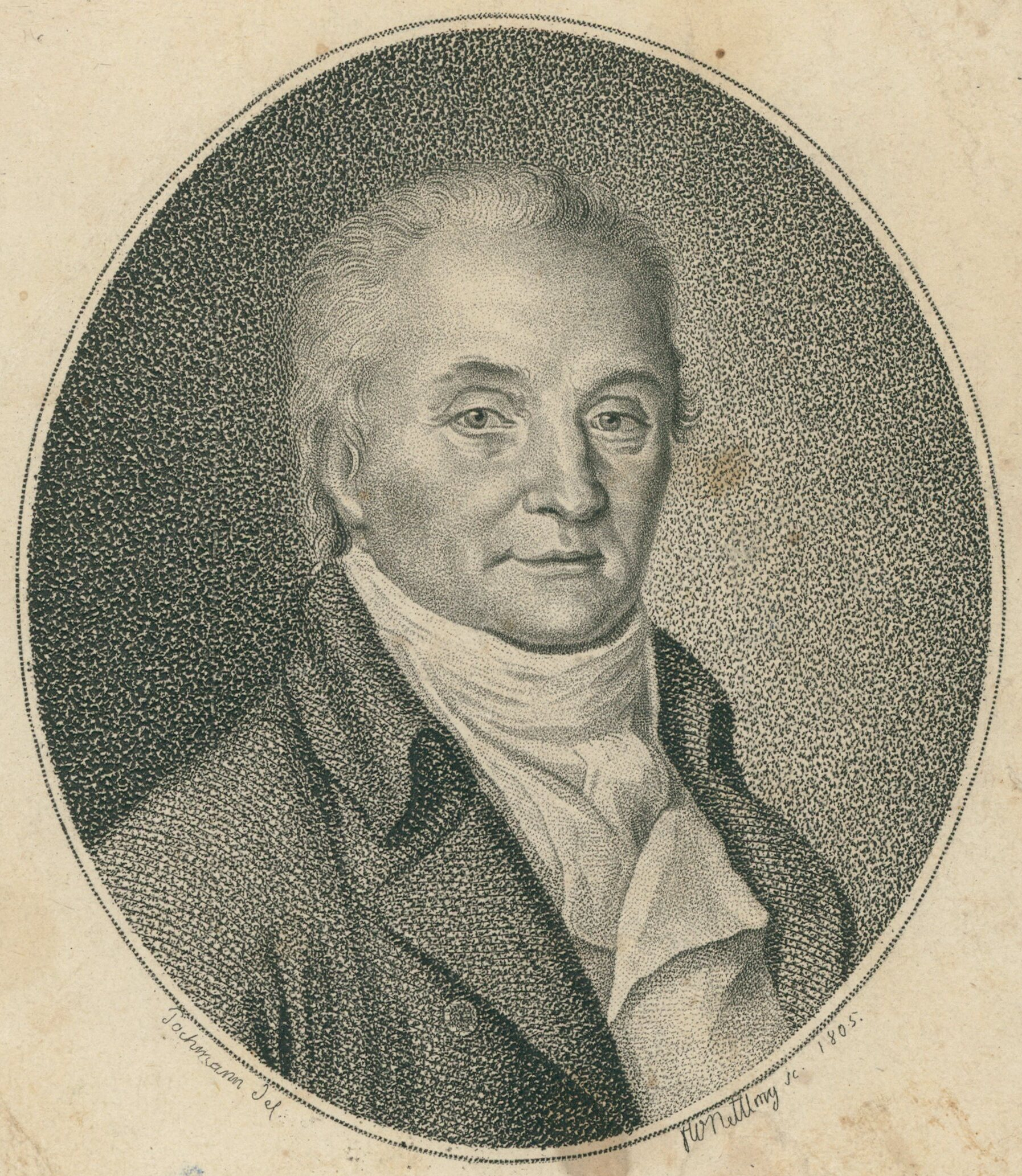
Józef Wybicki

Ông là bạn thân của Tadeusz Kościuszko và Jan Henryk Dąbrowski. Cùng với Dąbrowski, ông tổ chức Quân đoàn Ba Lan ở Ý, phục vụ dưới trướng Napoléon Bonaparte. Năm 1797, khi ở Reggio Emilia, Ý, ông đã viết Mazurek Dąbrowskiego (Mazurka của Dąbrowski). Năm 1806, ông giúp Dąbrowski tổ chức Khởi nghĩa Greater Poland.
Sau khi thành lập Công quốc Warszawa vào năm 1807, ông giữ một số chức vụ trong Bộ Tư pháp, và tiếp tục làm việc tại đây cho đến khi Công quốc chuyển thành Vương quốc Lập hiến Ba Lan. Năm 1817, ông trở thành chủ tịch Tòa án Tối cao của Vương quốc Lập hiến Ba Lan.
Ông mất ngày 10 tháng 3 năm 1822 tại Manieczki, ở Schrimm, sau này là một phần của Đại Công quốc Posen, Phổ.

## Các tác phẩm
Wybicki là một nhà văn, nhà báo và nhà thơ. Ông viết các bài thơ có chủ đề chính trị, các vở kịch và hiệp ước chính trị nhằm ủng hộ các cải cách ở Ba Lan những năm 1770 và 1780. Các tác phẩm của ông vào thời điểm đó nhằm phân tích hệ thống chính trị của Ba Lan, các khái niệm tự do và ủng hộ hơn nữa quyền của người nông dân. Ông cũng cho xuất bản các tài liệu chính trị trong những năm 1800 nhằm ủng hộ các cải cách tự do ở Công quốc Warszawa.
Mazurek Dąbrowskiego (Mazurka của Dąbrowski) vẫn là sáng tác nổi tiếng nhất của Wybicki. Sáng tác đó được xem là bản Quốc ca không chính thức kể từ Khởi nghĩa tháng Mười một năm 1831. Năm 1927, bản Mazurka đã chính thức được (Hạ viện) thông qua, trở thành Quốc ca của Ba Lan.